# Berezeni
Berezeni è un comune della Romania di 5 435 abitanti, ubicato nel distretto di Vaslui, nella regione storica della Moldavia. 
Il comune è formato dall'unione di 5 villaggi: Berezeni, Mușata, Rînceni, Satu Nou, Stuhuleț.